# Bischoffsheim
Bischoffsheim je občina v departmaju Bas-Rhin francoske regije Alzacija.
Leta 2009 je v občini živelo 3.264 oseb oz. 265 oseb/km².